# Fort Apache (film)
Fort Apache – amerykański western z 1948 roku na podstawie opowiadania Massacre J.W. Bellaha. Jest to pierwsza część „trylogii kawaleryjskiej”. Film został zrealizowany w Monument Valley.

## Obsada
- John Wayne jako kapitan Kirby York
- Henry Fonda jako podpułkownik Owen Thursday
- Shirley Temple jako Philadelphia Thursday
- Pedro Armendáriz jako sierżant Beaufort
- Ward Bond jako Michael O’Rourke
- George O’Brien jako kapitan Sam Collingwood
- Victor McLaglen jako sierżant Festus Mulcahy
- Anna Lee jako pani Emily Collingwood